# うの島

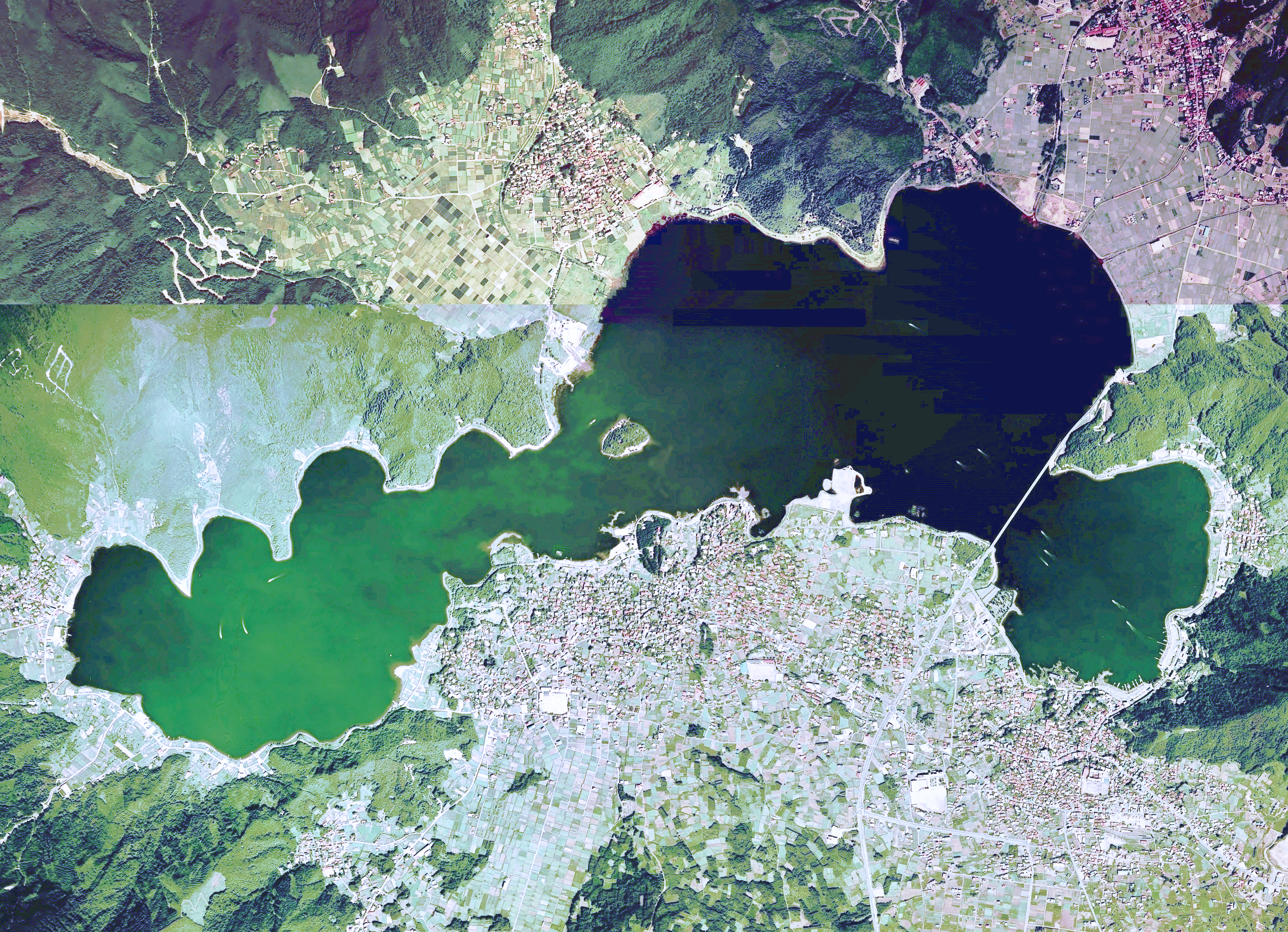
河口湖とうの島
（空中写真、1975年）

うの島（鵜ノ島、鸕鷀島、うのしま）は河口湖に浮かぶ無人島。行政区分は富士河口湖町大石地番で登記が為されており、所有者は鵜の島神社で、富士五湖で最大の島である。

## 概要
島には弁才天、通称「島の弁天」が祀られ、毎年4月25日が例祭日である。『甲斐国志』神社部によれば、例祭日に湖辺の人たちが小舟で島へと参詣したことが記されている。
河口湖畔には弥生時代の遺跡が散在しているが、うの島にも縄文時代早期から弥生時代早期からの土器や石器類が出土する鵜の島遺跡がある。鵜の島遺跡からは西日本由来で東日本においても在地系土器に伴い出土する遠賀川式土器が出土しており、縄文から弥生への移行期にあたる遺跡として注目され町指定の文化財になっている。
『勝山記』によれば、永正13年（1516年）には湖岸の住民が合戦から逃れ、一時は島へ避難したという。また、天文23年（1554年）には武田晴信（信玄）の信濃侵攻における伊那郡侵攻で捕らえられた神峰城主の知久頼元父子が幽閉され、翌年には湖岸の船津で自害している。

## 交通
陸地とは最も近い場所で500m弱の距離であるが、島へ渡る交通手段は無い。島には何ヶ所かに桟橋が残っており、モーターボート・手こぎボートなどの船で接岸することにより上陸することは可能であるが、うの島の東側は水深が極めて浅く、手こぎボートでも場所によっては湖底と接触する可能性がある。

## 関連画像

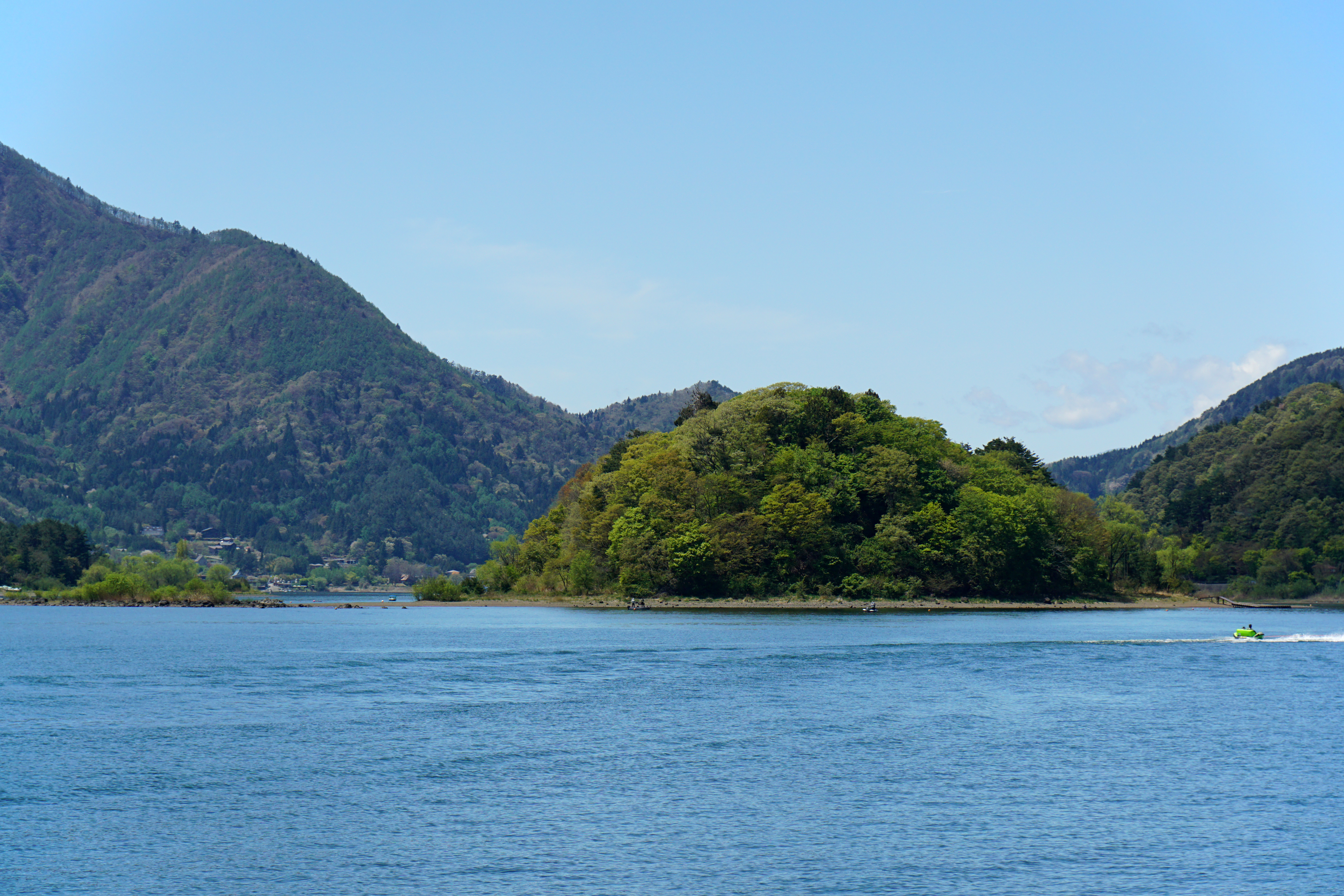
遊覧船から見たうの島 （2017年5月）
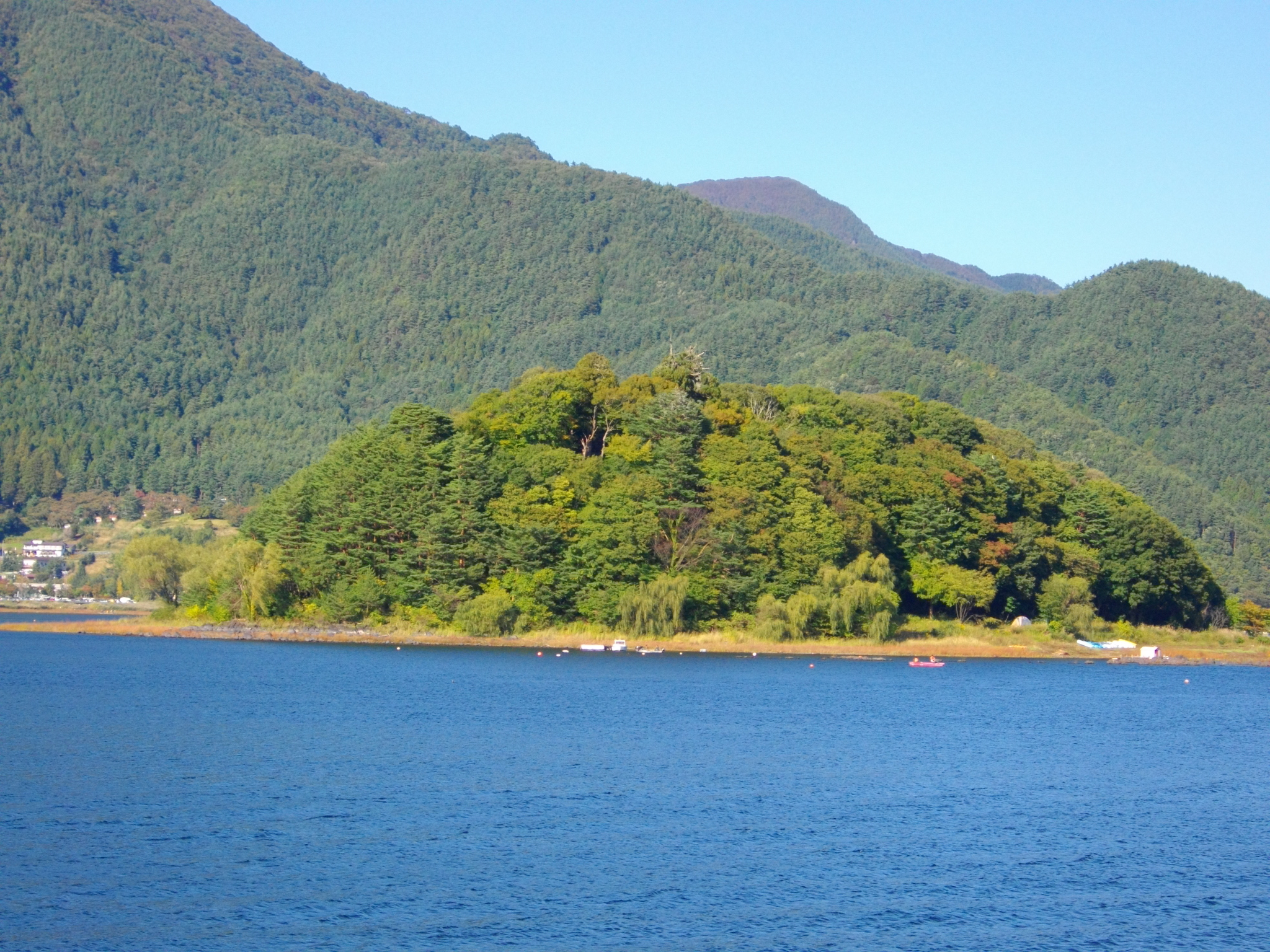
河口湖南側の湖畔から見たうの島 （2013年10月）
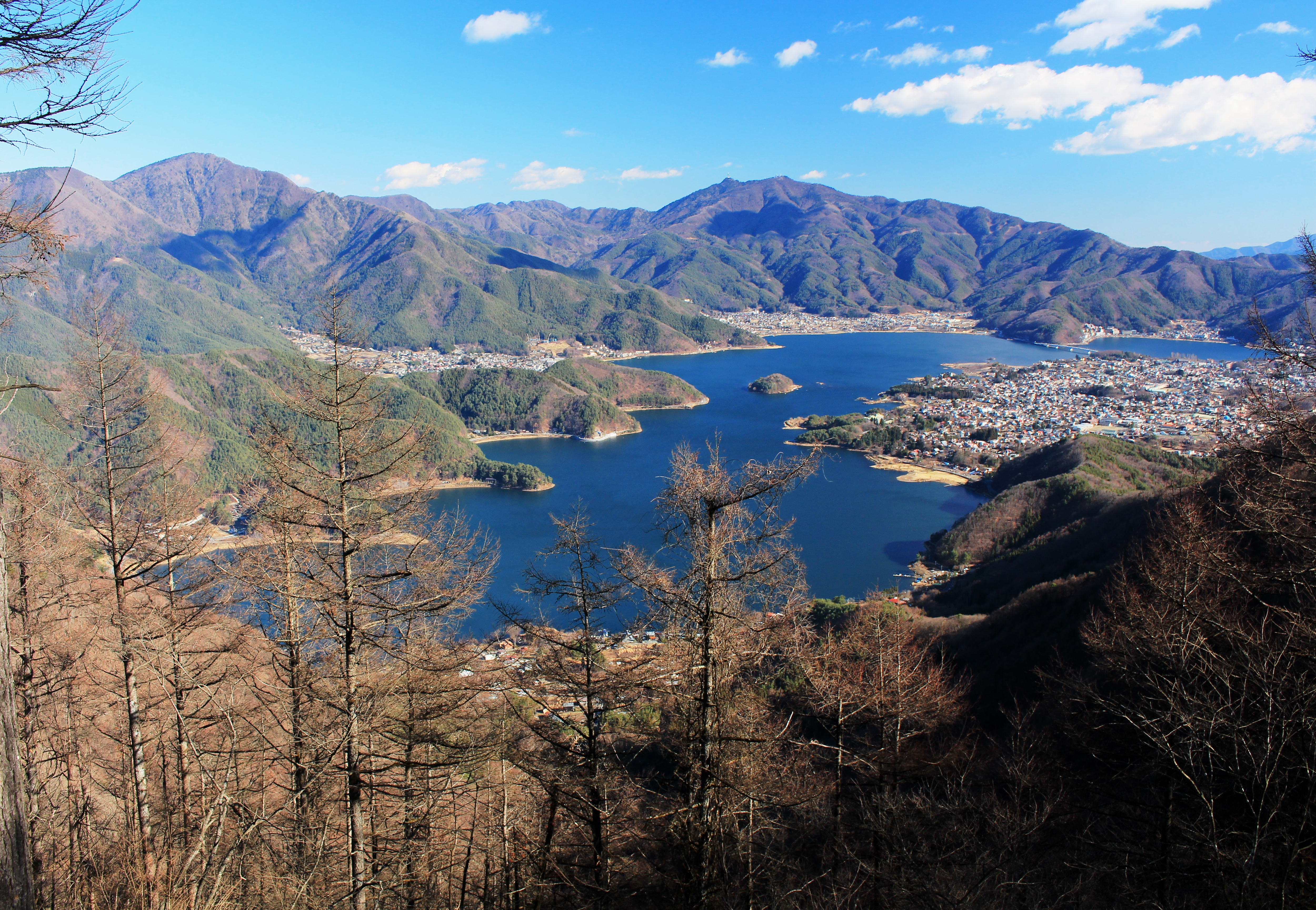
足和田山から望む河口湖と三ッ峠山 （2014年12月）
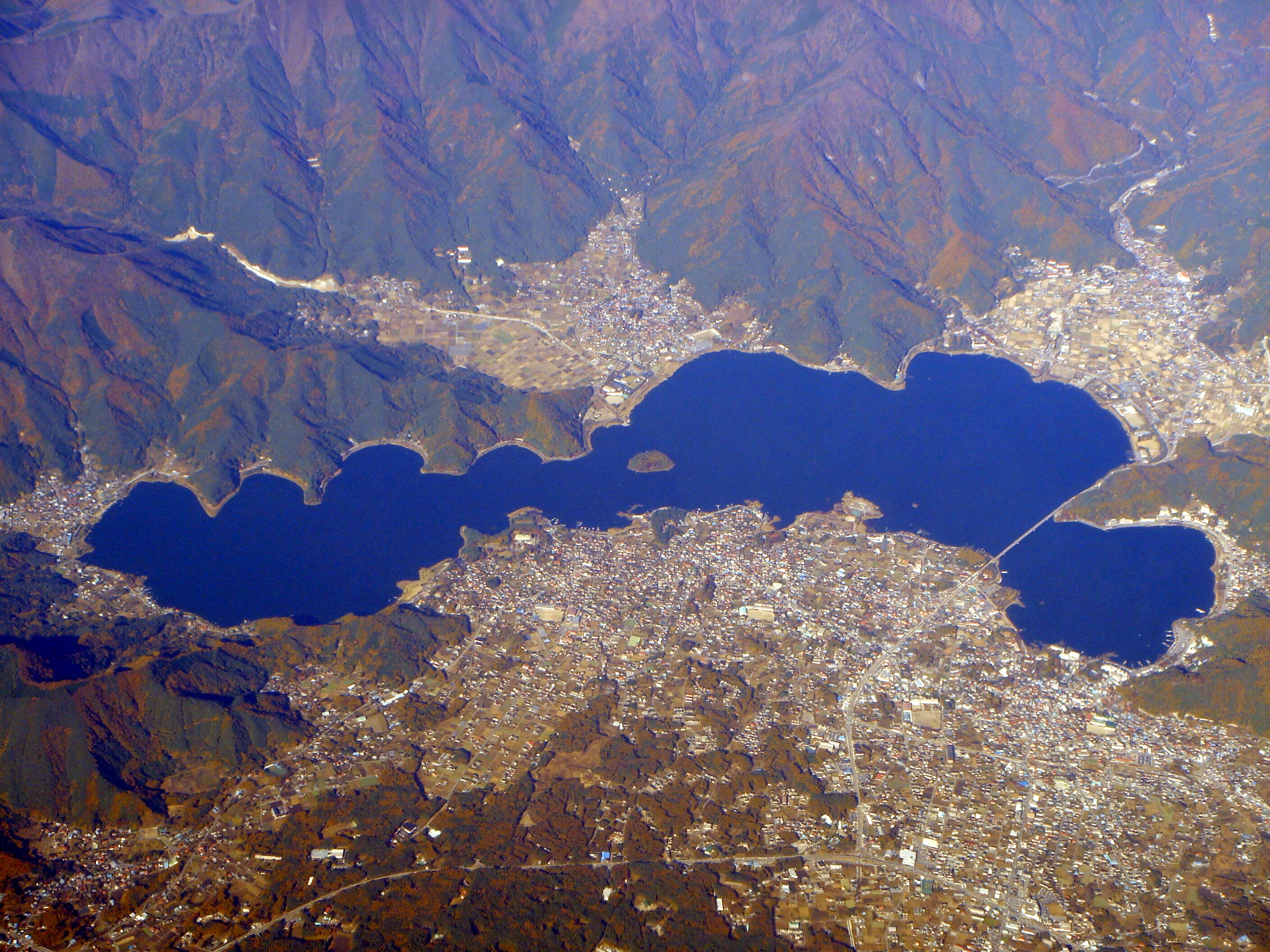
上空から望む河口湖 （2006年11月）